# Il venditore di cappelli
Il venditore di cappelli è il terzo romanzo giallo di Elda Lanza, pubblicato da Salani nel 2014.

## Trama
Max Gilardi è un ex commissario di polizia cinquantenne, tornato a fare l'avvocato nella sua Napoli dopo che la moglie e collega Natj è stata uccisa in un conflitto a fuoco a Milano. Quando il proprietario di uno storico negozio di cappelli sparisce, l'unica nota stonata nel suo ordinato appartamento è una busta chiusa, ma vuota, indirizzata all'avvocato Max Gilardi. 

## Edizioni
- Elda Lanza, Il venditore di cappelli, Salani, 2014,  pp. 464, ISBN 978-8867157846.